# Clive Standen
Clive Standen, född 22 juli 1981 i County Down, Nordirland, är en brittisk skådespelare. Standen flyttade vid två års ålder till Leicestershire i England.

## Filmografi
- 2004 - Mördare okänd - Martin Raynor
- 2005 - Tom Brown's Schooldays - Brooke
- 2005 - Doctors - Charlie Halliday
- 2006 - Heroes And Villains - Pete
- 2007 - Namastey London - Charles "Charlie" Brown
- 2008 - Doctor Who - Private Harris
- 2008 - Robin Hood - Archer
- 2010 - Eating Dust - Spence
- 2013–2018 – Vikings (TV-serie)
- 2013 - Hammer of the Gods
- 2014 – Atlantis (TV-serie)
- 2015 – Everest